# Cerkiew św. Eliasza w Homlu
Cerkiew św. Eliasza w Homlu (ros. Ильинская церковь) – cerkiew staroobrzędowców w Homlu zbudowana pod koniec XVIII wieku i działająca do dziś. 
Świątynia podlega Rosyjskiej Cerkwi Staroobrzędowców. Znajduje się w głównej części miasta przy ul. Komissarowa na brzegu Soży. Na początku XVIII wieku mieściła się tutaj również należąca do raskolników cerkiew św. Zbawiciela ("Spasowa"), w 1737 roku została jednak zburzona w wyniku wyprawy wojsk rosyjskich. W latach 1773–74 zbudowano nową cerkiew pod wezwaniem św. Eliasza (Ilii), która zachowała się do 1973 roku. Obecny budynek jest jej repliką - został zaklasyfikowany jako obiekt zabytkowy znaczenia republikańskiego. 
W I połowie XIX wieku przy cerkwi działał mieszany skit męsko-żeński. W 1853 roku została założona homelska parafia jednowierców, którą wkrótce znów zamieniono na cerkiew staroobrzędową. 